# Wielka Sywula

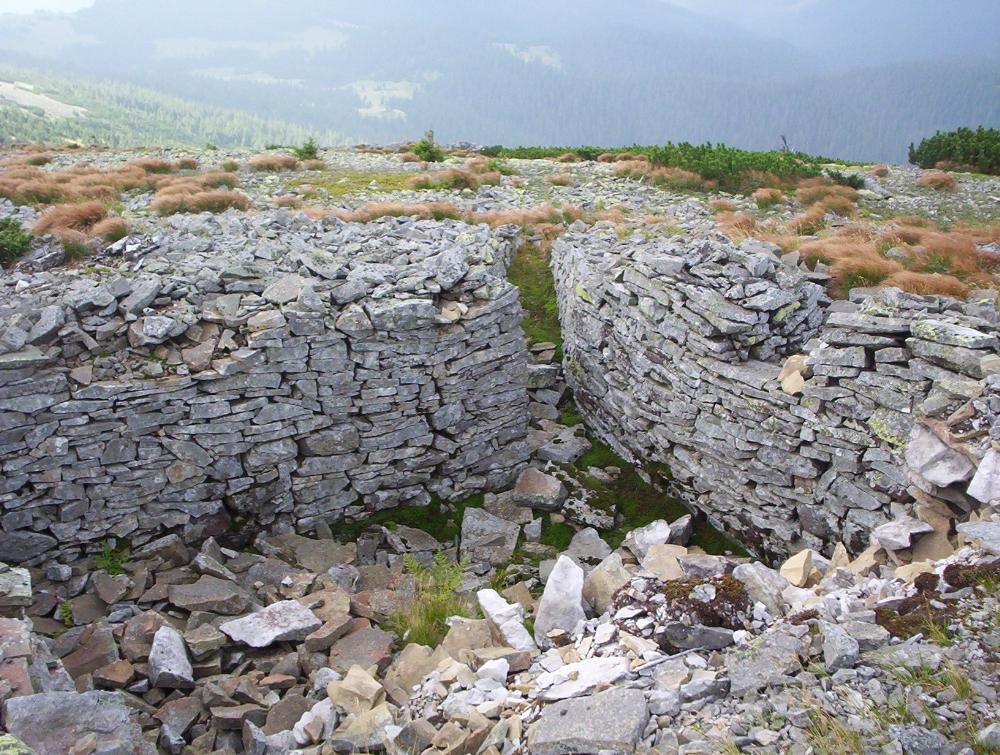
Okopy pod Wielką Sywulą

Wielka Sywula (ukr. Велика Сивуля, Wełyka Sywula; 1836 m n.p.m.) – najwyższy szczyt Gorganów (Ukraina), położony w środkowej części pasma. W partii szczytowej występują rumowiska skalne (gorgan), kosówka i łąki górskie. Rozległa panorama górska.
Na stokach Wielkiej Sywuli widoczne są ślady okopów z I wojny światowej, gdzie przebiegała linia frontu wschodniego.
Sąsiednie wierzchołki to Mała Sywula (1815 m n.p.m.) położona na południowy wschód oraz Łopuszna (1694 m n.p.m.) położona na północny zachód od Wielkiej Sywuli.